# Konwój HX-106
HX-106 – konwój transatlantycki podczas II wojny światowej składający się z 41 statków handlowych, płynący na początku 1941 roku na wschód z Halifaxu w Kanadzie do Liverpoolu w Anglii. Stosowanie konwojów było normalną praktyką w czasie trwania bitwy o Atlantyk dla obrony przed atakami U-Bootów i niemieckich rajderów.

## Przebieg działań
Konwój opuścił kanadyjskie wody przybrzeżne 30 stycznia 1941 roku. Zgodnie z przyjętą na początku wojny praktyką do 31 stycznia towarzyszył mu kanadyjski niszczyciel, który wkrótce zawrócił do bazy. W tej sytuacji jedyną osłonę konwoju stanowił pancernik HMS „Ramillies”. 8 lutego na horyzoncie pojawiły się dwa pancerniki niemieckie, „Scharnhorst” i „Gneisenau”. Dowódcą zespołu był admirał Günther Lütjens. Dowódca „Scharnhorsta” zaproponował, że odciągnie stary brytyjski pancernik tak, by „Gneisenau” mógł rozprawić się z konwojem (miał ku temu podstawy: „Scharnhorst” był od brytyjskiego pancernika o 11 węzłów szybszy), ale Lütjens otrzymał polecenie unikania walki z większymi jednostkami, więc atak został odwołany i oba okręty niemieckie oddaliły się, by szukać łatwiejszej zdobyczy. Mimo to konwój został częściowo rozproszony. Pierwsze okręty eskorty brytyjskiej dołączyły dopiero 12 lutego.
Nieco później niektóre statki konwoju zostały wykryte przez okręt podwodny „U-96” pod dowództwem kapitana Heinricha Lehmann-Willenbrocka, który zatopił dwa z nich, w tym tankowiec „MV Arthur F. Corwin” przewożący 14 500 ton gazoliny lotniczej. Statek zatonął 13 lutego wraz ze wszystkimi 59 członkami załogi.

## Jednostki konwoju[2]
| Nazwa                      | Bandera             | Typ         | Tonaż (BRT) | Uwagi                                                                       |
| -------------------------- | ------------------- | ----------- | ----------- | --------------------------------------------------------------------------- |
| SS Abercos (1920)          | Wielka Brytania     | handlowy    | 6076        | Opuścił konwój                                                              |
| MV Arthur F. Corwin (1938) | Wielka Brytania     | tankowiec   | 10 516      | Dołączył z konwojem BHX-106, opuścił konwój 10 lutego; zatopiony przez U-96 |
| SS Athelbeach (1931)       | Wielka Brytania     | handlowy    | 6568        | Dołączył z konwojem BHX-106                                                 |
| SS Botavon (1912)          | Wielka Brytania     | handlowy    | 5848        | Opuścił konwój 10 lutego; wicekomandor                                      |
| SS British Fortune (1930)  | Wielka Brytania     | handlowy    | 4696        | Dołączył z konwojem BHX-106                                                 |
| HMS Burnham (H82)          | Royal Navy          | niszczyciel |             | W eskorcie konwoju 12-15 lutego                                             |
| SS Capsa (1931)            | Wielka Brytania     | handlowy    | 8229        | Dołączył z konwojem BHX-106                                                 |
| SS Cardium (1931)          | Wielka Brytania     | handlowy    | 8236        | Dołączył z konwojem BHX-106                                                 |
| MS Chama (1938)            | Wielka Brytania     | tankowiec   | 8077        | Dołączył z konwojem BHX-106                                                 |
| MS Charlton Hall (1940)    | Wielka Brytania     | handlowy    | 5200        | Opuścił konwój 10 lutego                                                    |
| MS Clea (1938)             | Wielka Brytania     | tankowiec   | 8028        | Dołączył z konwojem BHX-106, opuścił konwój 10 lutego, zatopiony przez U-96 |
| Cliona (1931)              | Wielka Brytania     | tankowiec   | 8375        |                                                                             |
| HMCS Collingwood (K180)    | Royal Canadian Navy | korweta     |             | W eskorcie 30-31 stycznia                                                   |
| SS Contractor (1930)       | Wielka Brytania     | handlowy    | 6004        | Dołączył z konwojem BHX-106                                                 |
| SS Dover Hill (1918)       | Wielka Brytania     | handlowy    | 5815        | Dołączył z konwojem BHX-106                                                 |
| MS Edward F Johnson (1937) | Wielka Brytania     | tankowiec   | 10 452      | Dołączył z konwojem BHX-106                                                 |
| SS Esturia (1914)          | Wielka Brytania     | handlowy    | 6968        | Dołączył z konwojem BHX-106, opuścił konwój 10 lutego                       |
| SS Evanger (1920)          | Norwegia            | handlowy    | 3869        |                                                                             |
| SS Ganges (1930)           | Wielka Brytania     | handlowy    | 6246        | Dołączył z konwojem BHX-106                                                 |
| SS Garonne (1921)          | Norwegia            | handlowy    | 7113        | Dołączył z konwojem BHX-106                                                 |
| SS Geo W McKnight (1933)   | Wielka Brytania     | tankowiec   | 12 502      | Dołączył z konwojem BHX-106                                                 |
| MS Harpagus (1940)         | Wielka Brytania     | handlowy    | 5173        |                                                                             |
| SS Hopemount (1929)        | Wielka Brytania     | handlowy    | 7434        | Opuścił konwój 3 lutego                                                     |
| SS Horda (1920)            | Norwegia            | handlowy    | 4301        | Opuścił konwój 10 lutego                                                    |
| SS Kheti (1927)            | Wielka Brytania     | handlowy    | 2734        | Dołączył z konwojem BHX-106                                                 |
| HMS Kingcup (K33)          | Royal Navy          | korweta     |             | W eskorcie 15-17 lutego                                                     |
| HMS La Malouine (K46)      | Royal Navy          | korweta     |             | W eskorcie 12-17 lutego                                                     |
| SS Laguna (1923)           | Wielka Brytania     | handlowy    | 6466        | Dołączył z konwojem BHX-106, opuścił konwój 10 lutego                       |
| SS Leiesten (1930)         | Norwegia            | handlowy    | 6118        | Dołączył z konwojem BHX-106, opuścił konwój 10 lutego                       |
| SS Lodestone (1938)        | Wielka Brytania     | handlowy    | 4877        | Dołączył z konwojem BHX-106, opuścił konwój 10 lutego                       |
| SS Mactra (1936)           | Wielka Brytania     | handlowy    | 6193        | Dołączył z konwojem BHX-106                                                 |
| HMS „Malcolm” (D19)        | Royal Navy          | niszczyciel |             | W eskorcie 12-15 lutego                                                     |
| SS Malmanger (1920)        | Norwegia            | handlowy    | 7078        | Dołączył z konwojem BHX-106                                                 |
| SS Miralda (1936)          | Wielka Brytania     | handlowy    | 8013        | Dołączył z konwojem BHX-106                                                 |
| SS Mirza (1929)            | Holandia            | tankowiec   | 7991        | Dołączył z konwojem BHX-106                                                 |
| HMS Northern Pride (FY105) | Royal Navy          | trałowiec   |             | W eskorcie 15-18 lutego                                                     |
| SS Nurtureton (1929)       | Wielka Brytania     | handlowy    | 6272        |                                                                             |
| MV Oilfield (1938)         | Wielka Brytania     | tankowiec   | 8516        | Dołączył z konwojem BHX-106                                                 |
| MS Opalia (1938)           | Wielka Brytania     | handlowy    | 6195        | Dołączył z konwojem BHX-106                                                 |
| SS R J Cullen (1919)       | Wielka Brytania     | handlowy    | 6993        |                                                                             |
| HMS Ramillies              | Royal Navy          | pancernik   |             | W eskorcie 30 stycznia - 10 lutego                                          |
| HMS Saladin (H54)          | Royal Navy          | niszczyciel |             | W eskorcie 12-14 lutego                                                     |
| MV San Eliseo (1939)       | Wielka Brytania     | tankowiec   | 8042        | Dołączył z konwojem BHX-106                                                 |
| SS San Fabian (1922)       | Wielka Brytania     | handlowy    | 13 031      |                                                                             |
| HMS Sardonyx (H26)         | Royal Navy          | niszczyciel |             | W eskorcie 12-17 lutego                                                     |
| SS Silveray (1925)         | Wielka Brytania     | handlowy    | 4535        | Dołączył z konwojem BHX-106                                                 |
| HMS „Skate”                | Royal Navy          | niszczyciel |             | W eskorcie 12-18 lutego                                                     |
| MS Temple Arch (1940)      | Wielka Brytania     | handlowy    | 5,138       | Dołączył z konwojem BHX-106, opuścił konwój 10 lutego                       |
| SS Topdalsfjord (1921)     | Norwegia            | handlowy    | 4271        | kmdr. W. H. Poole, komodor                                                  |
| SS Torborg (1921)          | Norwegia            | handlowy    | 6042        | Dołączył z konwojem BHX-106                                                 |
| SS Trelissick (1919)       | Wielka Brytania     | handlowy    | 5265        | Dołączył z konwojem BHX-106                                                 |
| HMT Vizalma                | Royal Navy          | trałowiec   |             | W eskorcie 15-18 lutego                                                     |